# The Northern Lights - Gabrielle
The Northern Lights - Gabrielle är ett musikalbum av Hootenanny Singers, släppt 1967.

## Låtlista

### A-Sidan
| Nr | Låt                                                | Musik                                                 | Text                                                  | Längd |
| -- | -------------------------------------------------- | ----------------------------------------------------- | ----------------------------------------------------- | ----- |
| 1  | Gabrielle                                          | Arkady Ostrovsky - Stig Rossner, Bengt Thomas         | Arkady Ostrovsky - Stig Rossner, Bengt Thomas         | 2:52  |
| 2  | Finns det liv så finns det hopp                    | Stig Anderson, Bengt Thomas, Björn Ulvaeus            | Stig Anderson, Bengt Thomas, Björn Ulvaeus            | 1:56  |
| 3  | Björkens visa                                      | Topelius-Raab, Björn Ulvaeus                          | Topelius-Raab, Björn Ulvaeus                          | 4:18  |
| 4  | I lunden gröna                                     | Hansi Schwarz-Johan Karlberg-Tony Rooth-Björn Ulvaeus | Hansi Schwarz-Johan Karlberg-Tony Rooth-Björn Ulvaeus | 2:33  |
| 5  | Vid en biväg till en byväg bor den blonda Beatrice | Rune Björkman, Dix Dennie                             | Rune Björkman, Dix Dennie                             | 2:42  |
| 6  | Vildandens klagan                                  | Stig Anderson, Bengt Thomas, Björn Ulvaeus            | Stig Anderson, Bengt Thomas, Björn Ulvaeus            | 3:11  |

### B-Sidan
| Nr | Låt                        | Musik                                      | Text                                       | Längd |
| -- | -------------------------- | ------------------------------------------ | ------------------------------------------ | ----- |
| 1  | Jag väntar vid min mila    | Dan Andersson, Gunnar Turesson             | Dan Andersson, Gunnar Turesson             | 2:48  |
| 2  | Vid Roines strand          | Topelius, Björn Ulvaeus                    | Topelius, Björn Ulvaeus                    | 2:24  |
| 3  | Marianne                   | Björn Ulvaeus, Bengt Thomas, Stig Anderson | Björn Ulvaeus, Bengt Thomas, Stig Anderson | 2:00  |
| 4  | Ann-Margret                | Stig Rossner, Bengt Thomas                 | Stig Rossner, Bengt Thomas                 | 2:36  |
| 5  | Wenn alle Ströme versiegen | M. Kunze                                   | M. Kunze                                   | 3:03  |